# الکس آزبورن
الکس آزبورن (به انگلیسی: Alex Faickney Osborn) (۲۴ می ۱۸۸۸ - ۵ می ۱۹۶۶) کارشناس تبلیغات و مبتکر تکنیک طوفان فکری است که در زمینه خلاقیت کاربرد دارد.

## طوفان فکری
طوفان فکری یا به تعبیر بهتر بارش افکار، برای نخستین بار توسط «الکس آزبورن»، مدیر تبلیغاتی آمریکایی و در کتاب «Applied Imagination» معرفی گردید. وی رویکردی ساده مبتنی بر «مشارکت تمامی افراد» و «تفکر غیرمستقیم»، برای حل مسائل را بکار گرفت. این رویکرد، می‌تواند افراد را به تولید ایده‌هایی ترغیب نموده که شاید در ابتدای امر، احمقانه به نظر برسند. با کمی دست‌کاری و تغییر این ایده‌های اولیه و یا جرقه‌های ناشی از آن‌ها در ذهن سایر افراد تیم، راه‌حل‌های خلاقانه و بدیعی برای مسئله خلق می‌گردند. در این فرآیند، ذهن افراد باز شده و از زندان متعارف تفکرشان رها می‌شوند.

## قواعد اجرای طوفان فکری
در اجرای یک جلسه‌ی طوفان فکری، رعایت 4 قاعده‌ی اساسی بسیار مهم و ضروری است، قواعدی که موجب بروز خلاقیت در اعضای گروه می‌شود و هیچ‌گونه محدودیتی برای ارائه‌ی نظرات مختلف ایجاد نمی‌کند.
- هیچ‌گونه قضاوتی در مورد پیشنهادهای مطرح‌شده انجام نمی‌شود. بهتر است به‌جای قضاوت و انتقاد، به توسعه و بهبود نظرات فکر کنیم، که موجب باز شدن ذهن افراد می‌شود و می‌توان به تعداد زیادی راه‌حل خلاقانه و جدید دست یافت.
- همه‌ی ایده‌ها، حتی آن‌هایی که به نظر پوچ و غیرعملی می‌رسند، مورد استقبال قرار می‌گیرند. ممکن است این ایده‌ها رویکردهای جدیدی را برای حل مسئله باز کنند و حتی منجر به راه‌حل‌های بهتری نسبت به ایده‌های معمولی شوند.
- کمیت ایده‌ها بسیار مهم است، هر چه تعداد ایده‌های مطرح‌شده بیشتر باشد، احتمال ظهور راه‌حل‌های مفید و کارگشا بیشتر می‌شود.
- اعضای تیم باید علاوه بر نقش خود در ایجاد ایده‌ها، به ترکیب ایده‌های دیگر و اصلاح آن‌ها نیز ترغیب شوند. می‌توان با ترکیب دو ایده‌ی خوب، به یک ایده‌ی کامل‌تر رسید.[۲]

## اصل طلایی آزبورن
یکی از مهم ترین اصولی که در دنیای طراحی و ایده‌پردازی الکس آزبورن بیان کرد اصل کمیت است که به اصل طلایی آزبورن معروف است:
«کمیت ایده‌ها به کیفیت آنها منجر خواهد شد.» بدین معنا که زمانی که ایده‌های بیشتری وجود دارد به زودی شما توان ترکیب و انتخاب بهترین ایده را خواهید داشت لذا اولین ایده بهترین ایده نخواهد بود!
از دیگر انقلاباتی که آزبورن در نوع نگرش به طراحی و ایده‌پردازی ایجاد کرد فهم این موضوع بود که ایده‌پردازی با یک جریان هم‌افزایی به مرزهای جدیدی وارد می‌شود. اینجا می‌توانید از قوه‌ خلاقیت همه‌ اعضای گروه و انبوه تجارب آنها بهره ببرید. وقتی یکی از اعضا در ایده‌ای به بن‌بست می‌رسد، خلاقیت و تجربه یک نفر دیگر می‌تواند به توسعه‌ ایده او کمک کند. در طوفان‌ فکری می‌شود ایده‌ها را بیش‌تر و بهتر از طوفان فکریِ فردی بسط داد.
امتیاز دیگر طوفان فکری گروهی این است که همه احساس می‌کنند نقشی در رسیدن به راه‌حل داشته‌اند و به‌یاد می‌آورند که بقیه هم ایده‌های بدیعی برای عرضه دارند.

## آثار
از آثار و کتاب‌های این اندیشمند حوزه ایده‌پردازی که به فارسی ترجمه شده است می‌توان به کتابهای زیر اشاره نمود:
1- پرورش استعداد همگانی ابداع و خلاقیت که نشر نیلوفر در سال 1371 آنرا منتشر کرده است.